# Future Dust
Future Dust is het tweede studioalbum van de Britse alternatieve-rockband The Amazons. Het album werd uitgebracht op 24 mei 2019 onder het label Fiction Records en Universal Music Group. Een "Expanded Edition" werd digitaal uitgebracht op 17 januari 2017, met 2 nieuwe nummers, en een akoestische cover van het nummer ''Mother''.

## Achtergrond
De inspiratie voor het schrijven van het album kwam toen de band in Three Cliffs Bay in de buurt van Swansea, Wales was. Matt Thomson beschreef de ervaring als "heel idyllisch, ergens waar je kunt verdwalen en omdat er niet veel signaal is, voelden we ons echt afgezonderd van de wereld." Thomson zei dat het isolement van Three Cliffs de band hielp om weer een band te vormen en te ontsnappen aan technologie. "Op een positieve manier, omdat we wat tijd en ruimte kregen om een beetje perspectief te krijgen en een echt gevoel te krijgen van wat er buiten gebeurde. We luisterden naar enorme hoeveelheden muziek. We kookten samen, hingen samen rond en kregen weer een band, en raakte in de groef van het schrijven, opnemen en weten wat we sonisch en tekstueel wilden doen. Vooral met de muziek die we heel graag wilden maken, een soort onbeschaamde rock-'n-roll."

## Stijl en compositie
Courtney Farrell, die voor Billboard schreef, beschreef het album als "een onmiskenbare evolutie van het gelijknamige debuutalbum van The Amazons, zowel tekstueel als sonisch; een resultaat van persoonlijke groei en retrospectie. De band confronteert de wereld om ons heen onbeschaamd en behandelt onderwerpen uit sociale media en geconfronteerd worden met nieuwe uitdagingen met de leeftijd, tot eetstoornissen en depressies, terwijl ze brutale riffs en boeiende melodieën behouden."

## Tracklist
| Nr.              | Titel               | Duur  |
| ---------------- | ------------------- | ----- |
| 1.               | "Mother"            | 4:46  |
| 2.               | "Fuzzy Tree"        | 3:31  |
| 3.               | "25"                | 3:18  |
| 4.               | "The Mire"          | 0:34  |
| 5.               | "Doubt It"          | 4:51  |
| 6.               | "All Over Town"     | 4:21  |
| 7.               | "End of Wonder"     | 3:58  |
| 8.               | "Dark Visions"      | 4:19  |
| 9.               | "25 (Reprise)"      | 2:19  |
| 10.              | "Warning Sign"      | 5:02  |
| 11.              | "Georgia"           | 5:54  |
| Totale duur:     | Totale duur:        | 42:53 |
| Expanded Edition |                     |       |
| Nr.              | Titel               | Duur  |
| 12.              | "Mother (Acoustic)" | 4:11  |
| 13.              | "Heart of Darkness" | 3:23  |
| 14.              | "Howlin’"           | 4:46  |
| Totale duur:     | Totale duur:        | 54:33 |

## Bezetting
- Matt Thomson – zang, gitaar
- Chris Alderton – gitaar
- Elliot Briggs – bass gitaar
- Joe Emmett – drums